# Vergoncey
Vergoncey é uma comuna francesa na região administrativa da Normandia, no departamento Mancha. Estende-se por uma área de 7,84 km². Em 2010 a comuna tinha 211 habitantes (densidade: 26,9 hab./km²).